# Susning.nu

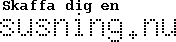
El logotipo actual.

Susning.nu era un sitio web sueco basado en tecnología wiki operado desde octubre del 2001 por el fundador del proyecto Runeberg, Lars Aronsson. La página ofrecía entradas de enciclopedia, diccionario y discusiones. Llegó a competir con la Wikipedia en sueco. A diferencia de aquella, poseía avisos publicitarios en casi todos los artículos y no tenía licencia alguna, por lo que los usuarios poseían derechos de autor sobre el material subido. En abril de 2004 tenía más de 60.000 artículos, siendo la wiki más grande en sueco. El 15 de abril de 2004 fue deshabilitada la edición de la mayoría de los usuarios tras haber sufrido intenso vandalismo, incluyendo gran cantidad de pornografía. Fue cerrado el 8 de julio de 2010 sin saber el motivo.